# Biodiversity Heritage Library for Europe

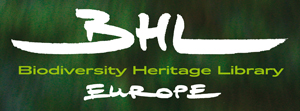
Logo du projet BHL-Europe

Biodiversity Heritage Library for Europe (BHL-Europe, littéralement  Bibliothèque du Patrimoine de la Biodiversité pour l'Europe) était un projet triennal (2009-2012) de l'Union Européenne visant à la coordination de la numérisation de la littérature sur la biodiversité. Le projet comprenait 28 institutions européennes majeures, musées d'histoire naturelle, bibliothèques et jardins botaniques, avec la coopération d'autres institutions européennes. BHL-Europe a été fondé à Berlin en mai 2009 et se considère comme un partenaire du projet européen de la Biodiversity Heritage Library (BHL), qui a été fondée en 2005 et initialement formé par dix (depuis 2009, douze) bibliothèques des États-Unis et britanniques.
BHL-Europe était un réseau de bonnes pratiques, financé par la Commission européenne. Les composantes principales étaient la coordination de la numérisation et la création d'infrastructure appropriée ainsi que la consolidation de divers projets européens de numérisation sous un portail commun, centralisé et multilingue. Le but était de rendre disponible la littérature numérisée sous les conditions d'Open Access et des licences Creative Commons, et améliorer la recherche plus facile (en utilisant ROC).
BHL-Europe était également responsable de la création de structures pour stockage à long terme de l'information numérique.

## Composition de BHL-Europe
Les suivants 28 institutions constituaient les membres fondateurs du consortium de BHL-Europe en mai 2009 à Berlin:
- Musée d'histoire naturelle de Berlin (direction de projet)
- Musée d'histoire naturelle de Londres
- Musée national de Prague
- European Digital Library Foundation (Europeana)
- Angewandte Informationstechnik Forschungsgesellschaft ACI (Graz)
- Atos Origin Intégration en France (à Paris, en France)
- Freie Universität Berlin
- Université de Göttingen (AnimalBase)
- Muséum d'histoire naturelle de Vienne
- Oberösterreichische Landesmuseen (Linz)
- Musée et Institut de Zoologie, Académie polonaise des sciences (Warszawa)
- Musée hongrois des sciences naturelles (Budapest)
- Université de Copenhague
- Naturalis (Leyde, aux Pays-Bas)
- Jardin botanique national de Belgique - Meise
- Musée royal de l'Afrique centrale (Tervuren, en Belgique)
- Institut royal des Sciences naturelles (Bruxelles, en Belgique)
- Bibliothèque nationale de France (site Gallica, à Paris)
- Muséum national d'histoire naturelle (Paris)
- Conseil supérieur de la recherche scientifique (à Madrid, en Espagne)
- Università degli Studi di Firenze
- Jardin botanique royal d'Édimbourg
- Species 2000
- John Wiley & Sons
- Smithsonian Institution (à Washington, aux États-Unis)
- Missouri Botanical Garden (Saint-Louis, États-Unis)
- Université d'Helsinki (à Helsinki, en Finlande)
- Université Humboldt de Berlin (à Berlin, en Allemagne)